# Popis čovječjih evolucijskih fosila
U tablici niže navedeni su najvažniji otkriveni fosilni ostaci hominina izravno ili neizravno vezanih za evoluciju čovjeka, počevši od nastanka tribusa Hominini u kasnom miocenu (otprilike prije 6 milijuna godina).
Pošto su otkrivene tisuće fosila ljudskih predaka, mnogi od njih fragmentarni, često sa samo jednom pronađenom kosti ili zubom (čitave su lubanje rijetke), ovaj prikaz nema za cilj biti potpun, već prikazati samo najvažnija otkrića. Popis fosila je složen po približnoj starosti determiniranoj datiranjem ugljikom-14 i/ili dodavajućim datiranjem. Imena vrsta prikazuju trenutni konsenzus među znanstvenicima, a ako konsenzus ne postoji, navedena su i alternativna imena.
Većina prikazanih fosila ne smatraju se izravnim precima Homo sapiensa, ali su tijesno vezani za izravne čovjekove pretke, te su stoga važni za istraživanje čovjekove evolucijske linije.

## Kasnimiocen

### starost: 7 milijuna do 5,3 milijuna godina
|  | naziv           | vrijeme           | vrsta                     | godina otkrića | mjesto otkrića | otkrivač/i                                                                        |
|  | --------------- | ----------------- | ------------------------- | -------------- | -------------- | --------------------------------------------------------------------------------- |
|  | TM 266 (Toumai) | 7 milijuna godina | Sahelanthropus tchadensis | 2001.          | Čad            | Alain Beauvilain, Fanone Gongdibe, Mahamat Adoum and Ahounta Djimdoumalbaye       |
|  | BAR 1000'00     | 6 milijuna godina | Orrorin tugenensis        | 2000.          | Kenija         | Martin Pickford, Kiptalam Cheboi, Dominique Gommery, Pierre Mein, Brigitte Senut, |

## Pliocen

### starost: 5,3 milijuna do 2,58 milijuna godina
| | naziv                    | vrijeme                   | vrsta                          | godina otkrića | mjesto otkrića         | otkrivač/i                                              |
| --- | ------------------------ | ------------------------- | ------------------------------ | -------------- | ---------------------- | ------------------------------------------------------- |
| | Ardi                     | 4,4 milijuna godina       | Ardipithecus ramidus           | 1994.          | Etiopija               | Yohannes Haile-Selassie                                 |
| | KNM-LT 329               | 4,2 - 5 milijuna godina   | Australopithecus anamensis     | 1967.          | Kenija                 | Arnold Lewis, Bryan Patterson                           |
| | KNM-TH 13150             | 4,15-5,25 milijuna godina | Australopithecus anamensis     | 1984.          | Kenija                 | -                                                       |
| | KNM-KP 271               | 4 milijuna godina         | Australopithecus anamensis     | 1965.          | Kenija                 | Bryan Patterson                                         |
| | stope iz Laetolija       | 3,7 milijuna godina       | dvonožni hominid               | 1976.          | Tanzanija              | Mary Leakey                                             |
| | LH 4                     | 2,9 - 3,9 milijuna godina | Australopithecus afarensis     | 1974.          | Laetoli, Tanzanija     | Donald Johanson                                         |
| | K 12 (Abel)              | 3,5 milijuna godina       | Australopithecus bahrelghazali | 1995.          | Čad                    | Michel Brunet                                           |
| | čovjek plosnatog lica    | 3,5 milijuna godina       | Kenyanthropus platyops         | 1999.          | jezero Turkana, Kenija | Justus Erus i Meave Leakey                              |
| | Stw 573 ("Malo stopalo") | 3,3 milijuna godina       | Australopitek ?                | 1994,          | Južnoafrička Republika | Ronald J. Clarke                                        |
| | DIK-1 (Selam)            | 3,3 milijuna godina       | Australopithecus afarensis     | 2000.          | Etiopija               | Zeresenay Alemseged                                     |
| | AL 288-1 (Lucy)          | 3,2 milijuna godina       | Australopithecus afarensis     | 1974.          | Etiopia                | Tom Gray, Donald Johanson, Yves Coppens i Maurice Taieb |
| | AL 200-1                 | 3 - 3,2 milijuna godina   | Australopithecus afarensis     | 1975.          | Etiopija               | Donald Johanson Yves Coppens and Maurice Taieb          |
| | AL 129-1                 | 3 - 3,2 milijuna godina   | Australopithecus afarensis     | 1973.          | Etiopija               | Donald Johanson                                         |
| Slika na Modern Human Origins Arhivirana inačica izvorne stranice od 29. kolovoza 2010. (Wayback Machine) | AL 444-2                 | 3 milijuna godina         | Australopithecus afarensis     | 1991.          | Etiopija               | Bill Kimbel                                             |

## Pleistocen

### Donji paleolitik: 2,58 milijuna godina - 300 000 godina
| | naziv                                         | vrijeme                                            | vrsta                                 | godina otkrića | mjesto otkrića         | otkrivač/i                                        |
| --- | --------------------------------------------- | -------------------------------------------------- | ------------------------------------- | -------------- | ---------------------- | ------------------------------------------------- |
| | Taung 1 (dijete iz Taunga)                    | 2,5 milijuna godina                                | Australopithecus africanus            | 1924.          | Južnoafrička Republika | Raymond Dart                                      |
| | KNM WT 17000 (crna lubanja)                   | 2,5 milijuna godina                                | Paranthropus aethiopicus              | 1985.          | Kenija                 | Alan Walker                                       |
| Uraha Jawbone | Uraha 501                                     | 2,3 - 2,5 milijuna godina                          | Homo rudolfensis                      | 1991.          | Malawi                 | Tyson Msiska, Timothy Bromage, Friedemann Schrenk |
| Slika na Modern Human Origins Arhivirana inačica izvorne stranice od 18. siječnja 2006. (Wayback Machine)             | STS 14                                        | 2,04-2,58 milijuna godina                          | Australopithecus africanus            | 1947.          | Južnoafrička Republika | Robert Broom                                      |
| Slika na Smithsonian                                                                                                  | STS 71                                        | 2,04 - 2,58 milijuna godina                        | Australopithecus africanus            | 1947.          | Južnoafrička Republika | Robert Broom i John T. Robinson                   |
| Slika na Modern Human Origins Arhivirana inačica izvorne stranice od 6. lipnja 2013. (Wayback Machine)                | STS 52                                        | 2,04 -2,58 milijuna godina                         | Australopithecus africanus            | 1947.          | Južnoafrička Republika | Robert Broom                                      |
| | STS 5 (Mrs. Ples)                             | 2,04 milijuna godina                               | Australopithecus africanus            | 1947.          | Južnoafrička Republika | Robert Broom                                      |
| | TM 1517                                       | 2 milijuna godina                                  | Paranthropus robustus                 | 1938.          | Južnoafrička Republika | Gert Terblanche                                   |
| MH1 Slika na Scientific American                                                                                      | MH1                                           | 1,977-1,98 milijuna godina                         | Australopithecus sediba               | 2008.          | Južnoafrička Republika | Lee R. Berger                                     |
| | KNM ER 1813                                   | 1,9 milijuna godina                                | Homo habilis                          | 1973.          | Kenija                 | Kamoya Kimeu                                      |
| | KNM ER 1470                                   | 1.9 milijuna godina                                | Homo rudolfensis                      | 1972.          | Kenija                 | Bernard Ngeneo                                    |
| Slika na Smithsonian Arhivirana inačica izvorne stranice od 4. ožujka 2016. (Wayback Machine)                         | OH 24 (Twiggy)                                | 1,8 milijuna godina                                | Homo habilis                          | 1968.          | Tanzanija              | Peter Nzube                                       |
| OH 8 slika stopala na Modern Human Origins Arhivirana inačica izvorne stranice od 8. prosinca 2010. (Wayback Machine) | OH 8                                          | 1,8 milijuna godina                                | Homo habilis                          | 1960.          | Tanzanija              |                                                   |
| | OH 5 (Zinj ili drobitej oraha)                | 1,8 milijuna godina                                | Paranthropus boisei                   | 1959.          | Tanzanija              | Mary Leakey                                       |
| | D2700                                         | 1,8 milijuna godina                                | Homo erectus                          | 2001.          | Gruzija                |                                                   |
| | KNM-ER 62000                                  | 1,78 -1,9 milijuna godina                          | Homo rudolfensis                      | 2012.          | Koobi Fora, Kenija     | Meave Leakey i suradnici                          |
| | KNM-ER 62003 (dio čeljusti)                   | 1,78 -1,9 milijuna godina                          | Homo rudolfensis                      | 2012.          | Koobi Fora, Kenija     | Meave Leakey i suradnici                          |
| | KNM-ER 60000 (čeljust)                        | 1,78 -1,9 milijuna godina                          | Homo rudolfensis                      | 2012.          | Koobi Fora, Kenija     | Meave Leakey i suradnici                          |
| | OH 7                                          | 1,75 milijuna godina                               | Homo habilis                          | 1960.j         | Tanzania               | Jonathan Leakey                                   |
| | KNM ER 3733                                   | 1,75 milijuna godina                               | Homo erectus                          | 1975.          | Kenija                 | Bernard Ngeneo                                    |
| | KNM ER 1805                                   | 1,74 milijuna godina                               | Homo habilis                          | 1973./1974.    | Kenija                 | Paul Abell                                        |
| | Yuanmouški čovjek                             | 1,7 / 0,5-0,6 milijuna godina (nesigurna procjena) | Homo erectus                          | 1965.          | Kinaa                  | Fang Qian                                         |
| | KNM ER 406                                    | 1,7 milijuna godina                                | Paranthropus boisei                   | 1969.          | Kenija                 | Richard Leakey                                    |
| | KNM ER 732                                    | 1,7 milijuna godina                                | Paranthropus boisei                   | 1970.          | Kenija                 | Richard Leakey                                    |
| Slika na Smithsonian Arhivirana inačica izvorne stranice od 7. ožujka 2016. (Wayback Machine)                         | KNM ER 23000                                  | 1,7 milijuna godina                                | Paranthropus boisei                   | 1990.          | Koobi Fora, Kenija     | Benson Kyongo                                     |
| | KNM WT 17400                                  | 1,7 milijuna godina                                | Paranthropus boisei                   |                | Kenija                 |                                                   |
| | KNM WT 15000 (dječak iz Turkane)              | 1,6 milijuna godina                                | Homo ergaster                         | 1984.          | Kenija                 | Kamoya Kimeu                                      |
| STW 53 Slika na Modern Human Origins Arhivirana inačica izvorne stranice od 12. travnja 2010. (Wayback Machine)       | StW 53                                        | 1,5 - 2 milijuna godina                            | Homo gautengensis                     | 1976.          | Južnoafrička Republika | A. R. Hughes                                      |
| SK 847 Slika na Modern Human Origins Arhivirana inačica izvorne stranice od 27. rujna 2007. (Wayback Machine)         | SK 847                                        | 1,5 - 2 milijuna godina                            | Homo habilis                          | 1949.          | Južnoafrička Republika |                                                   |
| DNH 7 Slika na Modern Human Origins Arhivirana inačica izvorne stranice od 17. lipnja 2010. (Wayback Machine)         | DNH 7 (Euridika)                              | 1,5 - 2 milijuna godina                            | Paranthropus robustus                 | 1994.          | Južnoafrička Republika | André Keyser                                      |
| Slika na Smithsonian                                                                                                  | SK 46                                         | 1,5 - 1,8 milijuna godina                          | Paranthropus robustus                 | 1949.          | Južnoafrička Republika | Robert Broom                                      |
| | Peninjška čeljust                             | 1,5 milijuna godina                                | Paranthropus boisei                   | 1964.          | Tanzanija              | Richard Leakey                                    |
| Chellean OH 9 Slika na Modern Human Origins Arhivirana inačica izvorne stranice od 17. lipnja 2010. (Wayback Machine) | OH 9                                          | 1,5 milijuna godina                                | Homo erectus                          | 1960.          | Tanzanija              | Louis Leakey                                      |
| | KNM ER 992                                    | 1,5 milijuna godina                                | Homo erectus                          | 1971.          | Kenija                 | Richard Leakey                                    |
| | KNM ER 3883                                   | 1,4 - 1,6 milijuna godina                          | Homo erectus                          | 1976.          | Kenija                 | Richard Leakey                                    |
| | KGA 10-525                                    | 1,4 milijuna godina                                | Paranthropus boisei                   | 1993.          | Etiopija               | A. Amzaye                                         |
| | čeljust iz Atapuerce                          | 1,2 milijuna godina                                | Homo antecessor                       | 2008.          | Španjolska             | Eudald Carbonell                                  |
| | lubanja Daka                                  | 1,0 milijuna godina                                | Homo erectus                          | 1997.          | Etiopija               | Henry Gilbert                                     |
| | Sangiran 4                                    | 1 milijuna godina                                  | Homo erectus                          | 1939.          | Indonezija             | G.H.R. von Koenigswald                            |
| |                                               | 780 000 - 858 000                                  | Homo erectus                          | 1994.          | Španjolska             | José María Bermúdez de Castro i Juan Luis Arsuaga |
| | Sangiran 2                                    | 0,7 - 1,6 milijuna godina                          | Homo erectus                          | 1937.          | Indonezija             | G.H.R. von Koenigswald                            |
| Slika iz Smithsonian Institute                                                                                        | Trinil 2 Pithecanthropus-1 or Javanski čovjek | 0,7 -1 milijuna godina                             | Homo erectus                          | 1891.          | Indonezija             | Eugène Dubois                                     |
| | Ternifine 2-3                                 | 700 000                                            | Homo erectus                          | 1954.          | Alžir                  | C. Arambourg                                      |
| Sangiran 17 Slika na Modern Human Origins Arhivirana inačica izvorne stranice od 6. siječnja 2010. (Wayback Machine)  | Sangiran 17                                   | 700 000                                            | Homo erectus                          | 1969.          | Indonezija             | S. Sartono                                        |
| | Pekinški čovjek                               | 680 000 - 780 000                                  | Homo erectus                          | 1921.          | Kina                   | Davidson Black                                    |
| [ 20 ] | Madam Buya                                    | 600 000 - 1,4 milijuna godina                      | Homo heidelbergensis ili Homo erectus | 1997.          | Eritreja               | Ernesto Abbate                                    |
| Bodo Slika na Modern Human Origins Arhivirana inačica izvorne stranice od 6. siječnja 2010. (Wayback Machine)         | Bodo                                          | 600 000                                            | Homo heidelbergensis ili Homo erectus | 1976.          | Etiopija               | A. Asfaw                                          |
| | Mauer 1 (heidelberški čovjek)                 | 500 000                                            | Homo heidelbergensis                  | 1907.          | Njemačka               | Daniel Hartmann                                   |
| |                                               | 500k                                               | Homo erectus                          | 1923.          | Indija                 | V. S. Wakankar                                    |
| Saldanha man | Saldanhaški čovjek                            | 500 000                                            | Homo rhodesiensis                     | 1953.          | Južnoafrička Republika |                                                   |
| Eartham Pit, Boxgrove                                                                                                 | Boxgrovški čovjek                             | 478 000 - 524 000                                  | Homo heidelbergensis                  | 1994.          | Ujedinjeno Kraljevstvo |                                                   |
| Hexian PA830 Slika na Modern Human Origins Arhivirana inačica izvorne stranice od 6. lipnja 2013. (Wayback Machine)   | Hexian                                        | 400 000 - 500 000                                  | Homo erectus                          | 1980.          | Kina                   |                                                   |
| | lubanja 5 (Miguelón)                          | 400 000                                            | Homo heidelbergensis                  | 1992.          | Španjolska             | Bermúdez, Arsuaga i Carbonell                     |
| | Swanscombški čovjek                           | 400 000                                            | Homo heidelbergensis                  | 1935.          | Ujedinjeno Kraljevstvo | Alvan T Marston                                   |
| | Sale                                          | 400 000                                            | Homo rhodesiensis                     | 1971.          | Moroko                 |                                                   |
| | Arago 21 (Tautavelški čovjek)                 | 400k                                               | Homo heidelbergensis                  | 1971.          | Francuska              | Henry de Lumley                                   |
| Slika na Smithsonian Arhivirana inačica izvorne stranice od 4. ožujka 2016. (Wayback Machine)                         | Ndutu                                         | 350 000                                            | Homo rhodesiensis                     | 1973.          | Tanzanija              | A.A. Mturi                                        |
| | Steinheimska lubanja                          | 350 000                                            | Homo heidelbergensis                  | 1933.          | Njemačka               |                                                   |

### Srednji paleolitik: od 300 000 do 50 000 godina
| | naziv                                                 | vrijeme                   | vrsta                         | godina otkrića | mjesto otkrića         | otkrivač/i                                           |
| --- | ----------------------------------------------------- | ------------------------- | ----------------------------- | -------------- | ---------------------- | ---------------------------------------------------- |
| Smithsonian's Human Origins Program Arhivirana inačica izvorne stranice od 2. veljače 2015. (Wayback Machine)                    | Petralona 1                                           | 250 000 - 500 000         | Homo heidelbergensis          | 1960.          | Grčka                  |                                                      |
| | Ngandong 7                                            | 250 000                   | Homo erectus                  | 1931.          | Indonezija             | C. ter Haar i G. H. R. von Koenigswald               |
| | Altamurški čovjek                                     | 250 000                   | Homo neanderthalensis         |                | Italija                |                                                      |
| | Bontnewydd (Pontynewydd)                              | 230 000                   | Homo neanderthalensis         | 1981.          | Ujedinjeno Kraljevstvo |                                                      |
| Dali Slika na Modern Human Origins Arhivirana inačica izvorne stranice od 28. kolovoza 2010. (Wayback Machine)                   | Dali                                                  | 209 000 ±23 000 (osporen) | Homo erectus ili Homo sapiens | 1978.          | Kina                   | Shuntang Liu                                         |
| | Broken Hill 1 (Kabweška lubanja or rodezijski čovjek) | 200 000 - 300 000         | Homo rhodesiensis             | 1921.          | Zambija                | Tom Zwiglaar                                         |
| Omo 1 Slika na Modern Human Origins Arhivirana inačica izvorne stranice od 18. kolovoza 2010. (Wayback Machine)                  | Omo 1                                                 | 190 000                   | Homo sapiens                  | 1967.          | Etiopija               | Richard Leakey                                       |
| Omo II Slika na Modern Human Origins Arhivirana inačica izvorne stranice od 13. siječnja 2010. (Wayback Machine)                 | Omo 2                                                 | 190 000                   | Homo sapiens                  |                | Etiopija               | Richard Leakey                                       |
| Lubanja Herto slika na ABC Science                                                                                               | Homo sapiens idaltu                                   | 160 000                   | Homo sapiens idaltu           | 1997.          | Etiopija               | Tim White                                            |
| Jebel Irhoud 1 lubanja Slika na Max Planck Institute Arhivirana inačica izvorne stranice od 12. siječnja 2017. (Wayback Machine) | Jebel Irhoud 1                                        | 160 000                   | Homo sapiens                  | 1991.          | Moroko                 |                                                      |
| | Jebel Irhoud 2                                        | 160 000                   | Homo sapiens                  | 1991.          | Moroko                 |                                                      |
| Jebel Irhoud 3 čeljust Slika na PhysOrg.com                                                                                      | Jebel Irhoud 3                                        | 160 000                   | Homo sapiens                  | 1991.          | Moroko                 |                                                      |
| | Jebel Irhoud 4                                        | 160 000                   | Homo sapiens                  | 1991.          | Moroko                 |                                                      |
| Tabun 1 Slika na Modern Human Origins Arhivirana inačica izvorne stranice od 16. kolovoza 2013. (Wayback Machine)                | Tabun C1                                              | 120 000                   | Homo neanderthalensis         | 1967.          | Izrael                 | Arthur Jelinek                                       |
| Krapina C slike na Modern Human Origins Arhivirana inačica izvorne stranice od 27. rujna 2007. (Wayback Machine)                 | Krapina                                               | 100 000 - 127 000         | Homo neanderthalensis         | 1899.          | Hrvatska               | Dragutin Gorjanović-Kramberger                       |
| Qafzeh VI slike na Modern Human Origins Arhivirana inačica izvorne stranice od 18. srpnja 2010. (Wayback Machine)                | Qafzeh 6                                              | 90 000 - 100 000          | Homo sapiens                  | 1930.          | Izrael                 | R. Neuville M Stekelis                               |
| | Qafzeh IX                                             | 90 000 - 100 000          | Homo sapiens                  | 1933.          | Izrael                 | T. McCown and H. Moivus, Jr.                         |
| Qafzeh VI Slika na Modern Human Origins Arhivirana inačica izvorne stranice od 18. srpnja 2010. (Wayback Machine)                | Qafzeh VI                                             | 90 000 - 100 000          | Homo sapiens                  | 1933.          | Izrael                 | T. McCown and H. Moivus, Jr.                         |
| | Scladina                                              | 80 000 - 127 000          | Homo neanderthalensis         |                | Belgija                |                                                      |
| | Skhul V                                               | 80 000 - 120 000          | Homo sapiens                  | 1933.          | Izrael                 | T. McCown and H. Moivus, Jr.                         |
| | Skhul IX                                              | 80 000 - 120 000          | Homo sapiens                  |                | Izrael                 |                                                      |
| Klasies Slike na Modern Human Origins Arhivirana inačica izvorne stranice od 10. lipnja 2010. (Wayback Machine)                  | pećine rijeke Klasies                                 | 75 000 - 125 000          | Homo sapiens                  | 1960.          | Južnoafrička Republika | Ray Inskeep, Robin Singer, John Wymer, Hilary Deacon |
| | Obi-Rakhmat 1                                         | 75 000                    | Homo neanderthalensis         | 2003.          | Uzbekistan             |                                                      |
| | Teshik-Tashka lubanja                                 | 70                        | Homo neanderthalensis         | 1938.          | Uzbekistan             | A. Okladnikov                                        |
| | La Ferrassie 1                                        | 70 000                    | Homo neanderthalensis         | 1909.          | Francuska              | R. Capitan and D. Peyrony                            |
| Saccopastore 1 Slika na Modern Human Origins Arhivirana inačica izvorne stranice od 16. srpnja 2011. (Wayback Machine)           | Saccopastore 1                                        | 60 000                    | Homo neanderthalensis         |                | Italija                |                                                      |
| | Shanidar 1                                            | 60 000 - 80 000           | Homo neanderthalensis         | 1961.          | Irak                   | Ralph Solecki                                        |
| | La Chapelle-aux-Saints 1                              | 60 000                    | Homo neanderthalensis         | 1908.          | Francuska              | A. and J. Bouyssonie and L. Bardon                   |
| Amud 7 Slika na Modern Human Origins Arhivirana inačica izvorne stranice od 16. srpnja 2011. (Wayback Machine)                   | Amud 7                                                | 50 000 - 60 000           | Homo neanderthalensis         |                | Izrael                 |                                                      |

### Gornji paleolitik: od 50 000 do 10 000 godina
| | naziv                       | vrijeme         | vrsta                                                     | godina otkrića   | mjesto otkrića         | otkrivač/i                        |
| --- | --------------------------- | --------------- | --------------------------------------------------------- | ---------------- | ---------------------- | --------------------------------- |
| | pećina Sidrón               | 49 000          | Homo neanderthalensis                                     | 1994.            | Španjolska             |                                   |
| | La Quina 5                  | 45 000 - 60 000 | Homo neanderthalensis                                     |                  | Francuska              |                                   |
| | La Quina 18                 | 45 000 - 60 000 | Homo neanderthalensis                                     |                  | Francuska              |                                   |
| | Kentska pećina              | 41 000 - 45 000 | Homo sapiens                                              | 1927.            | Ujedinjeno Kraljevstvo |                                   |
| Amud 1 Slika na Modern Human Origins Arhivirana inačica izvorne stranice od 24. travnja 2011. (Wayback Machine)         | Amud 1                      | 41k             | Homo neanderthalensis                                     | 28. lipnja 1961. | Izrael                 | Hisashi Suzuki                    |
| | Mungo čovjek                | 40 000 - 60 000 | Homo sapiens                                              | 1974.            | Australija             |                                   |
| Mount Circeo 1 Slika na Modern Human Origins Arhivirana inačica izvorne stranice od 30. svibnja 2011. (Wayback Machine) | Mt. Circeo 1                | 40 000 - 60 000 | Homo neanderthalensis                                     | 1939.            | Italija                | Prof. Blanc                       |
| Neanderthal 1 slike na Modern Human Origins Arhivirana inačica izvorne stranice od 20. lipnja 2010. (Wayback Machine)   | Neanderthal 1               | 40 000          | Homo neanderthalensis                                     | 1856.            | Njemačka               | Johann Carl Fuhlrott              |
| | čovjek iz Denisove (X-žena) | 40k             | Homo ?                                                    | 2008.            | Rusija                 | Johannes Krause, et al.           |
| | kost prsta hominina         | 40k             | Homo ? (mogući hibrid neandertalca i čovjeka iz Denisove) | 2011.            | Rusija                 |                                   |
| |                             | 37 000          | Homo sapiens                                              | 2012.            | Šri Lanka              |                                   |
| | Hofmeyrska lubanja          | 36 000          | Homo sapiens                                              | 1952.            | Južnoafrička Republika |                                   |
| slike na Peştera cu Oase                                                                                                | Peştera cu Oase             | 36 000          | Homo sapiens                                              | 2002.            | Rumunjska              |                                   |
| | crvena dama iz Pavilanda    | 33 000          | Homo sapiens                                              | 1823.            | Ujedinjeno Kraljevstvo | William Buckland                  |
| | Yamashitski pećinski čovjek | 32 000          | Homo sapiens                                              | 1962.            | Japan                  |                                   |
| | Engis                       | 30 000-50 000   | Homo neanderthalensis                                     | 1829.            | Belgija                | Philippe-Charles Schmerling       |
| | Gibraltar 1                 | 30 000-50 000   | Homo neanderthalensis                                     | 1848.            | Gibraltar              | Edmund Flint                      |
| | Le Moustier                 | 30 000-50 000   | Homo neanderthalensis                                     | 1909.            | Francuska              |                                   |
| | Denisovski zub              | 30 000 - 50 000 | Homo ?                                                    | 2000.            | Rusija                 |                                   |
| | Cro-Magnon 1                | 30 000          | Homo sapiens                                              | 1868.            | Francuska              | Louis Lartet                      |
| | NG 6                        | 27 000 - 53 000 | Homo erectus                                              | 1931.            | Indonezija             | C. ter Haar i GHR von Koenigswald |
| Predmosti 3 slike na Modern Human Origins Arhivirana inačica izvorne stranice od 6. lipnja 2013. (Wayback Machine)      | Predmost 3                  | 26 000          | Homo sapiens                                              | 1894.            | Češka                  | K.J. Maska                        |
| | dijete iz Lapeda            | 24 500          | Homo neanderthalensis ili Homo sapiens                    | 1998.            | Portugal               | João Zilhão                       |
| | Eel Point                   | 24 000          | Homo sapiens                                              | 1997.            | Ujedinjeno Kraljevstvo |                                   |
| | LB 1 (Hobbit)               | 18 000          | Homo floresiensis                                         | 2003.            | Indonezija             | Peter Brown                       |
| Minatogawa 1 slike na Modern Human Origins Arhivirana inačica izvorne stranice od 16. kolovoza 2013. (Wayback Machine)  | Minatogawa 1                | 16 000 - 18 000 | Homo sapiens                                              | 1970.            | Japan                  |                                   |
| | Tandou                      | 15 000          | Homo sapiens                                              | 1967.            | Australija             | Duncan Merrilees                  |
| [ 29 ] | pećina Gough                | 14 700          | Homo sapiens                                              | 1927. – 1968.    | Ujedinjeno Kraljevstvo |                                   |
| | Iwo Eleruška lubanja        | 13 000          | Homo sapiens                                              | 1965.            | Nigerija               |                                   |
| Cerro Sota 2 slike na Travels and Archeology in South Chile                                                             | Cerro Sota 2                | 11 000          | Homo sapiens                                              | 1936.            | Čile                   | Junius Bird                       |
| | Wadjak 1                    | 10 000- 12 000  | Homo sapiens                                              | 1888.            | Indonezija             | B.D. van Rietschoten              |

## Holocen

### Mezolitik i neolitik: od 10 000 do 5000 godina
|  | naziv              | vrijeme        | vrsta        | godina otkrića | mjesto otkrića         | otkrivač/i                        |
|  | ------------------ | -------------- | ------------ | -------------- | ---------------------- | --------------------------------- |
|  | žena iz La Bree    | oko 10 000     | Homo sapiens | 1914.          | SAD                    |                                   |
|  | Combe Capelle      | 9 600          | Homo sapiens | 1909.          | Francuska              | O. Hauser                         |
|  | Cheddarški čovjek  | 9 000          |              | 1903.          | Ujedinjeno Kraljevstvo |                                   |
|  | Kow Swamp 1        | 9 000 - 13 000 | Homo sapiens | 1968.          | Australija             | A.G. Thorne                       |
|  | Afalou 13          | 8 000 - 12 000 | Homo sapiens | 1920.          | Alžir                  | C. Arambourg                      |
|  | Wadi Halfa 25      | 8 000 - 12 000 | Homo sapiens | 1963.          | Sudan                  | G. Armelagos, E. Ewing, D. Greene |
|  | Wadi Kubbaniya     | 8 000 - 20 000 | Homo sapiens | 1982.          | Egipat                 | Fred Wendorf                      |
|  | žena iz Minnesote  | 7 800 - 8 00   | Homo sapiens | 1931.          | Minnesota              | Albert Jenks                      |
|  | Lo 4b              | 6 000 - 9 000  | Homo sapiens | 1965.          |                        | H. Robbins B.M. Lynch             |
|  | Tepexpanški čovjek | 5 000 - 11 000 | Homo sapiens | 1947.          | Meksiko                | Hellmut de Terra                  |
|  | SDM 16704          | 4 900 - 11 800 | Homo sapiens | 1929.          | SAD                    | M.J. Rogers                       |

## Kratice korištene u katalogu ljudskih fosila
- AL - Afar, Etiopija
- ARA-VP - Aramis Vertebrate Paleontology, Etiopija
- BAR - (Lukeino, brda Tugen) distrikt Baringo, Kenija
- BOU-VP - Bouri Vertebrate Paleontology, Etiopija
- D - Dmanisi, Gruzija
- ER - Istočno jezero Rudolf, Kenija
- KGA - Konso-Gardula, Etiopija
- KNM - Kenijski nacionalni muzej
- KP - Kanapoi, Kenija
- LB - Liang Bua, Indonezija
- LH - Laetoli hominid, Tanzanija
- NG - Ngandong, Indonezija
- OH - Olduvai Hominid, Tanzanija
- SK - Swartkrans, Južnoafrička Republika
- Sts,Stw - Sterkfontein, Južnoafrička Republika
- TM - Transvaal Museum, Južnoafrička Republika
- TM - Toros-Menalla, Čad
- WT - Zapadno jezero Turkana, Kenija

## Vanjske poveznice
- Interactive map of primate fossil finds around the world  Arhivirana inačica izvorne stranice od 22. veljače 2012. (Wayback Machine)
- Informative lecture on Australopithecines  Arhivirana inačica izvorne stranice od 16. prosinca 2011. (Wayback Machine)